# Klarinettkvintett
Klarinettkvintett är ett musikaliskt verk för klarinett och fyra andra instrument. Dessa är då stråktrio och piano eller möjligen stråkkvartett.
Exempel på den förstnämnda typen är de två klarinettkvintetterna av Franz Schmidt.
Ordet kan också avse en mer eller mindre fast ensemble med denna besättning.